# Serena Cantalupi
Serena Cantalupi (Milano, 1948) è un'attrice italiana.

## Biografia
Diplomata all'Accademia d'Arte Drammatica di Milano, ha debuttato negli anni sessanta come attrice teatrale. Successivamente ha recitato in diversi sceneggiati, film e sitcom televisive, in particolare è stata fra i protagonisti de I cinque del quinto piano, sitcom di Canale 5 del 1988.
Lavora anche come doppiatrice, per il cinema, per la televisione e per diversi cartoni animati (è sua la voce narrante di Memole dolce Memole).
Ha lavorato anche nella pubblicità tv, ad esempio nel 1964 per il profumo Tabacco d'Harar della Gi. Vi. Emme, insieme a Pina Bottin e James Turnbull e poi negli anni novanta nella telepromozione "Emporio per Vivere", una sorta di mini-soap sperimentale all'interno della soap opera Vivere.

## Filmografia

### Cinema
- Via Montenapoleone, regia di Carlo Vanzina (1987)
- Comprarsi la vita, regia di Domenico Campana – film TV (1990)

### Televisione
- Antonio Meucci cittadino toscano contro il monopolio Bell, regia di Daniele D'Anza – miniserie TV (1970)
- Le cinque giornate di Milano, regia di Leandro Castellani – miniserie TV (1970)
- Il mulino del Po, regia di Nando Gazzolo – miniserie TV (1971)
- Eleonora, regia di Silverio Blasi – miniserie TV (1973)
- Marco Visconti, regia di Anton Giulio Majano – miniserie TV (1975)
- Felicità... dove sei – serial TV (1985)
- I cinque del quinto piano – serie TV (1988)
- Il delitto è servito – programma TV (1992-1993)
- Casa Vianello – serie TV, episodio 8x13 (2000)
- Nonno Felice – serie TV
- Due per tre – serie TV
- Terapia d'urgenza – serie TV (2008)

## Pubblicità
- Tabacco d'Harar (1964)
- Nelsen Piatti (1979)
- Emporio per Vivere - promo sceneggiato TV (1997)

## Doppiaggio

### Cinema
- Wendie Malick in Safe Sex - Tutto in una notte
- Christine Eastbrooke in In due si litiga meglio

### Televisione
- Simone Lovell in Le avventure di Robin Hood
- Jean Cooper e Lisby Larson in Sentieri
- Sharon Farrell in Rituals
- Maria Lúcia Dahl in Brazil
- Suzana Vieira in Luna piena d'amore
- Célia Helena in Brillante
- Christie Hauser Mossman e Nora Masterson in Gli amici di papà

### Cartoni animati
- Piera in C'era una volta... l'uomo (Conosciamoci un po')
- Madre di Patty in Maple Town - Un nido di simpatia
- Matilda Tronchant in Alpen Rose (ediz. Mediaset)
- Madre di Katia (in originale Miyuki) in Miyuki
- Dott.ssa Sophia in Le avventure della dolce Kati
- Violetta in Gli amici Cercafamiglia
- Betta in Evelyn e la magia di un sogno d'amore
- Voce narrante in Memole dolce Memole
- Tommasina Topolina in Il mondo di Peter Coniglio e dei suoi amici